# 杜多维尔
杜多维尔（法語：Doudeauville，法語發音：[dudovil]）是法国上法蘭西大區加来海峡省的一个市镇，属于滨海布洛涅区。

## 地理
杜多维尔（50°36'43"N, 1°49'45"E）面积13.74 平方千米，位于法国上法蘭西大區加来海峡省，该省份为法国北部沿海省份，西北濒北海，南至索姆省，东临北部省。
与杜多维尔接壤的市镇（或旧市镇、城区）包括：库尔塞、拉克尔、隆福塞、帕朗蒂、萨梅、佐特、贝库尔、贝赞盖姆。
杜多维尔的时区为UTC+01:00、UTC+02:00（夏令时）。

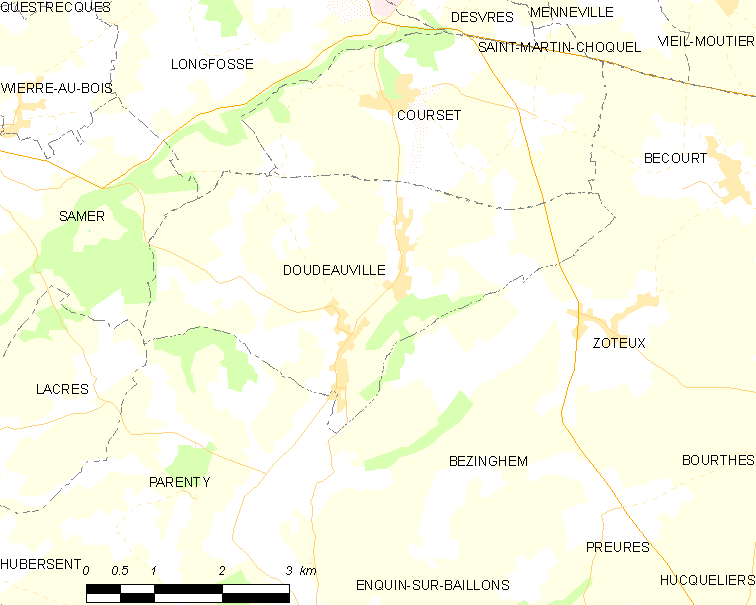
杜多维尔的OSM定位图

## 行政
杜多维尔的邮政编码为62830，INSEE市镇编码为62273。

## 政治
杜多维尔所属的省级选区为代夫勒县。

## 人口

1962-2008年间杜多维尔人口变化图示

杜多维尔于2022年1月1日时的人口数量为605人。